# Rabataški napis
Rabataški napis je skalni napis v baktrijskem jeziku in grški pisavi, ki so ga odkrili leta 1993 v Rabataku pri Surh Kotalu v Afganistanu. Napis je povezan z vladavino kušanskega cesarja Kaniške I. in vsebuje pomembne podatke o rodoslovju Kušanske dinastije. Napis datira v 2. stoletje n. št. 

## Odkritje
Napis so odkrili pod vrhom umetnega hriba nedaleč od glavne ceste Kabul-Mazar jugovzhodno od prelaza Rabatak. Odkrili so ga afganistanski mudžahidi, ki so na vrhu nad napisom kopali jarek. Odkrili so tudi več drugih predmetov in delov kipov, kot so noge velikanskega kamnitega leva, ki so od takrat izginile. 
Delavec iz delovne skupine, ki je razminirala okolico, je napis fotografiral in zatem poročal o odkritju. Fotografijo je poslal Britanskemu muzeju, kjer je Joe Cribb na njej odkril imena štirih kušanskih kraljev. Delavci so kasneje poslali še več fotografij napisa. Napis so prevedli leta 1996.
| Prevod | Transliteracija | Izvirno besedilo v grško-baktrjski pisavi |
| --- | --- | --- |
| 1. . . . velike odrešitve, Kaniška Kušan, kreposten, pravičen, avtokrat, bog, 2. vreden čaščenja, ki je kraljestvo dobil od Nane in od vseh bogov, ki so ga ustoličili v letu ena, 3. kot je bogovom ugajalo. In [Kaniška] je *v grščini objavil *odlok [in] ga nato prestavil v arijski jezik. 4. V prvem letu je bilo razglašeno do Indije, do celega kraljestva *do kšatrije, da [kar zadeva] 5. njih – tako [mesto] . . . in [mesto] Saketa in [mesto] Kausambi in [mesto] Pataliputra in vse do [mesta] Sri-Kampa 6. [se morajo] ne glede na vladarje in druge *pomembne osebe [ki so morda na oblasti] podrediti [njegovi] volji in podrediti celo 7. Indijo [njegovi] volji. Nato je kralj Kaniška ukazal Šafarju, karalrangu 8. *v tem . . . da zgradi svetišče, ki se je imenovalo B . . . ab, na *ravnini Ka . . ., za 9. bogove, [med] katerimi . . . *slavna Umma tam vodi * službo, [namreč:] * gospa Nana in 10. gospa Umma, prijazni Aurmuzd, Srošard, Narasa, [in] Mihr. [ . . . in on je poklical Maseno, in on je poklical Bizago]. In prav tako 11. je ukazal, da se izdelajo podobe bogov, ki so zapisani zgoraj, in 12. on je ukazal, da [se podobe] izdelajo [tudi] za naslednje kralje: za kralja Kudžulo Kadfiza, [njegovega] pra- 13. pradeda, in za kralje Vimo Taktuja, [njegovega] starega očeta, in za kralja Vimo Kadfiza, 14. [njegovega] očeta, in * tudi zase, kralja Kaniško. Potem je kot kralj kraljev, devaputra 15. . . . in Šafar, karalrang, je na njegov ukaz zgradil to svetišče. 16. [Potem . . . so] karalrang, Šafar, karalrang in Nukunzuk [vodili] bogočastje 17. [po] kraljevem ukazu. [Za] *bogove, ki so tukaj zapisani, da bi 18. kralj kraljev, Kaniška Kušan, ostal vedno zdrav, *zaščiten [in] zmagovit. 19. In [ko je] devaputra, *vladar cele Indije od leta ena do leta *en *tisoč 20. *ustanovil svetišče v letu ena, je potem *tudi v . . . letu. . . 21. na kraljev ukaz . . . [in] je bilo dano tudi . . ., [in] je bilo dano tudi . . ., [in] tudi 22. . . . kralj je *obdaril bogove in . . . | 1. [….]no bōgo storgo kanēške košan raštog lādeigo xoazaoargo bag[ē]- 2. znogo kidi aso Nana odo aso oispoan mi bagano i šaodano abordo kidi iōg xšono 3. nobasto s(a)gōndi bagano sindado otēia i iōnaggo oaso ozoasto tadēia ariao ōs- 4. tado abo iōg xšon(o) abo [i] iundo froagdazo abo šatriagge šaore agita koo- 5. adēano odo i oa(s)po od(o) [i z]agēdo odo i kōz(am)bo odo i palabotro oidra ada abo i zirit- 6. ambo sidēiano probao odo mandarsi zaorano abo i sindo ōstado otē(i)a arougo 7. iundo (abo) i sindo ōstado tadi šai kanēške abo šafaro karalraggo fromado 8. (a)beinao bagolango kirdi sidi b…abo rizdi abo ma kadge b- 9. (a)ga(n)o kidi maro kirdan(e) i ma…o[f]arro omma ooēldi ia amsa nana odo ia am- 10. sa omma aoromozdo mozdoo(a)no srošardo narasao miiro otēia oudoa- 11. no pi(do)girbo fromado kirdi eimoano bagano kidi maska nibixtigendi ot- 12. ēia fromado abeimoano šaonano kirdi abo kozoulo kadfiso šao abo i fr- 13. oniago (o)do a(bo o)oēmo (t)akto šao a(b)[o] i nia(g)o odo abo ooēmo kadfiso šao abo 14. (i) pido odo abo i xobie abo kanēško šao ta sagōndi šaonano šao i bagopoo- 15. rak[a]ne […] fr(o)mado kirdi tadi šafare karalraggo kirdo eio bagolaggo 16. karalraggo odo šafaro karalraggo odo nokonzoko i aštoo- 17. a[lgo kir]do ia fromano eimidba bage kidi maro nibixtigendi tadano abo šaon- 18. an(o) šao abo kanēške košano abo iaoēdani zorrigi lrou(g)o aggad…go oanind- 19. o p[…]i(n)di od[..](d)i ba(g)epooro aso iōgo xšono abo io (a) xšono iundo arougo n- 20. ara[ ]i b(a)golaggo abo iōgo xšono aspado tadi abo i arēmeso xšono aggar[…] 21. []xa[ p]ido šao fromana abissi parēna lado abissi rēdge lado abiss[i..] 22. [ ]šai mad…a (a)bo bagano lado ado fareimoano axodano [si]di abo mi bage l[ado] 23. [ ]atid(ē)os | 1. […. ]νο βωγο στοργο κανηþκε κοþανο ραþτογο λαδειγo χοαζαοαργο βαγ[η]- 2. ζνογο κιδι ασo νανα oδo ασo oισπoανo µι βαγανo ι þαoδανo αβoρδo κιδι ιωγo χþoνo 3. νoβαστo σ(α)γωνδι βαγανo σινδαδo oτηια ι ιωναγγo oασo oζoαστo ταδηια αριαo ωσ- 4. ταδo αβo ιωγo χþoν(o) αβo [ι] ιυνδo φρoαγδαζo αβo þατριαγγε þαoρε αγιτα κoo- 5. αδηανo oδo ι oα(σ)πo oδ(o) [ι ζ]αγηδo oδo ι κωζ(αµ)βo oδo ι παλαβoτρo oιδρα αδα αβo ι ζιριτ- 6. αµβo σιδηιανo πρoβαo oδo µανδαρσι ζαopανo αβo ι σινδo ωσταδo oτη(ι)α αρoυγo 7. ιυνδo (αβo) ι σινδo ωσταδo ταδι þαι κανηþκε αβo þαφαρo καραλραγγo φρoµαδo 8. (α)βειναo βαγoλαγγo κιρδι σιδι β…αβo ριζδι αβo µα καδγε ραγα φαρειµoανo β- 9. (α)γα(ν)o κιδι µαρo κιρδαν(ε) ι µα..o[φ]αρρo oµµα ooηλδι ια αµσα νανα oδo ια αµ- 10. σα oµµα αoρoµoζδo µoζδoo(α)νo σρoþαρδo ναρασαo µιιρo oτηια oυδoα- 11. νo πι(δo)γιρβo φρoµαδo κιρδι ειµoανo βαγανo κιδι µασκα νιβιχτιγενδι oτ- 12. ηια φρoµαδo αβειµoανo þαoνανo κιρδι αβo κoζoυλo καδφισo þαo αβo ι φρ- 13. oνιαγo (o)δo α(βo o)oηµo (τ)ακτoo þαo α(β)[o] ι νια(γ)o oδo αβo ooηµo καδφισo þαo αβo 14. (ι) πιδα oδo αβo ι χoβιε αβo κανηþκo þαo tα σαγωνδι þαoνανo þαo ι βαγoπoo- 15. ρακ[α]νε […] φρ(o)µαδo κιρδι ταδι þαφαρε καραλραγγε κιρδo ειo βαγoλαγγo 16. [ ]o καραλραγγo oδo þαφαρo καραλραγγo oδo νoκoνζoκo ι αþτoo- 17. α[λγo κιρ]δo ια φρoµανo ειµιδβα βαγε κιδι µαρo νιβιχτιγενδι ταδανo αβo þαoν- 18. αν(o) þαo αβo κανηþκε κoþανo αβo ιαoηδανι ζoρριγι λρoυ(γ)o αγγαδ…γo oανινδ- 19. o π[…]ι(ν)δι oδ[…](δ)ι βα(γ)επooρo ασo ιωγo χþoνo αβo ιo (α) χþoνo ιυνδo αρoυγo ν- 20. αρα[]ι β(α)γoλαγγo αβo ιωγo χþoνo ασπαδo ταδι αβo ι αρηµεσo χþoνo αγγαρ[…] 21. []χα[ π]ιδo þαo φρoµανα αβισσι παρηνα λαδo αβισσι ρηδγε λαδo αβισσ[ι ..] 22. []þαι µαδ...α (α)βo βαγανo λαδo oδo φαρειµoανo αχoδανo [σι]δι [α]βo µι βαγε λ[αδo] 23. [ ]ατιδ(η)oσ[ |

Izvirno besedilo je v angleščino prevedel Nicholas Sims-Williams leta 1996.
Zaradi državljanske vojne v Afganistanu je minilo več let, preden je bilo mogoče opraviti dodatne raziskave. Aprila 2000 je angleški zgodovinar Jonathan Lee, specialist za afganistansko zgodovino, skupaj z Robertom Kluijverjem, direktorjem Društva za ohranjanje afganistanske kulturne dediščine, odpotoval iz Mazar-i Sharifa v Pul-i Khumri, prestolnico province Baglan, da bi poiskal steno z napisom. Napis so na koncu našli v skladišču Oddelka za rudnike in industrijo. Jonathan Lee je napis fotografiral, kar je omogočilo profesorju Sims-Williamsu, da je objavil prvi prevod. Ko je profesor Sims-Williams leta 2008 osebno pregledal napis, je sledil njegov drugi prevod.
Julija 2000 so kamen z napisom, ki tehta 500-600 kg, iz skladišča v  Pul-i Khumriju odpeljali z avtom v Mazar-i Šarif in od tam z letalom v Kabul. V tistem času so bili Talibani naklonjeni politiki ohranjanja afganistanske kulturne dediščine, tudi predislamske. Napis z izjemno zgodovinsko vrednostjo je postal osrednji eksponat Muzeja Kabula. Kasneje so Talibani protestirali zaradi prisotnosti predislamskega artefakta v islamskem muzeju, kar je privedlo do zaprtja muzeja. Rabataški napis je bil pred tem prenesen na varno mesto. Obrat v politiki do kulturne dediščine je privedel do uničenja obeh Bamjanskih Bud in drugih predislamskih svetišč od februarja 2001 dalje. 
Rabataški napis je zdaj spet razstavljen v ponovno odprtem Afganistanskem narodnem muzeju ali Muzeju Kabula.
Najdišče Rabataškega napisa je bilo po poročilu lokalnega rabataškega vojaškega poveljnika že marca 2002 izropano in popolnoma uničeno. 

## Najpomembnejša odkritja

### Religija
V prvih vrsticah napisa ja Kaniška omenjen kot "veliki odrešenik, pravičnež, samo avtokrat, vreden čaščenja, ki je dobil oblast od Nane  in vseh drugih bogov, ki je bil v letu ena slovesno ustoličen po volji bogov".

### Arijski jezik
Iz napisa je razvidno, da je Kaniška v napisu uporabil arijski jezik:  "Prenehal je uporabljati jonski jezik ("ιωνα", jona, grščina) in začel uporabljati arijskega ("αρια", arijščina)."

### Vladarsko obdobje
Kaniška je napovedal začetek novega obdobja, ki se je začelo z letom ena njegovega vladanja, in opustil "veliko arijsko obdobje", ki je bilo v rabi. To bi lahko pomenilo  leto 58 pr. n. št. po vikramskem koledarju .

### Ozemlje
V vrsticah 4 do 7 so našteta mesta, ki so bila pod Kaniškovo oblastjo. Med njimi so prepoznavna štiri imena: Saketa, Kausambi, Pataliputra in Čampa. Iz besedila ni dovolj jasno razvidno ali je bila Čampa v njegovi posesti ali malo čez mejo. Rabataški napis je pomemben, ker kaže, da je ozemlje Kušanskega cesarstva močno presegalo tradicionalno veljavne meje.

### Nasledstvo
Kaniška je naredil seznam svojih predhodnikov, na katerem so Kudžula Kadfiz (prapraded), Vima Taktu (stari oče), Vima Kadfiz (oče) in on sam.

## Opombi
1. ↑  "Karalrang" pomeni "vladar obmejne dežele".
2. ↑  "Devaputra" v indijskih jezikih pomeni "božji sin".

## Sklica
1. ↑  Sims-Williams, J.Cribb. "A new Bactrian inscription of Kanishka the Great". Silk Road Art and Archaeology. 4 (1995–1996).
2. ↑  Cribb and Sims-Williams 1995/6: 80.